# Paul Strand
Paul Strand (16 de Outubro de 1890 – 31 de Março de 1976) foi um fotógrafo e cineasta norte-americano. Foi um dos principais fotógrafos modernistas, que juntamente com nomes como Alfred Stieglitz e Edward Weston, mais ajudaram ao reconhecimento da fotografia como forma de arte no séc. XX. Em 1936, foi um dos fundadores da Photo League, uma cooperativa de fotógrafos unidos em torno de uma série de causas sociais e criativas comuns. O seu diversificado corpo de trabalho, abrangendo seis décadas, engloba vários géneros e temas, tendo sido realizado nas Américas, na Europa e na África.

## Origens e início da carreira
Paul Strand nasceu com o nome de Nathaniel Paul Stransky em 16 de Outubro de 1890, em Nova Iorque, numa família de pais originários da Boémia, na actual República Checa, o seu pai era o comerciante Jacob Stransky e a mãe era Matilda Stransky (nascida Arnstein). Quando Strand tinha 12 anos, o seu pai ofereceu-lhe uma máquina fotográfica.
No final da adolescência, foi aluno do renomado fotógrafo documental Lewis Hine na  Ethical Culture Fieldston School. Foi durante uma excursão desta escola que Strand visitou pela primeira vez a galeria de arte 291, operada por Stieglitz e Edward Steichen, e onde se realizavam exposições de trabalhos de fotógrafos e pintores modernistas do início do séc. XX. O contqacto com esta galeria levou a que Strand passasse a levar mais a sério o seu passatempo fotográfico. Mais tarde, Stieglitz promoveu o trabalho de Strand na própria galeria 291, na sua publicação fotográfica Camera Work e no estúdio Hieninglatzing. Nalgumas dessas primeiras fotografias, como a famosa Wall Street (1915), Strand fez experiências com abstrações formais, que viriam a influenciar, entre outros, o pintor Edward Hopper e sua visão urbana idiossincrática). Ao tirar retratos de pessoas, Strand costumava montar lentes falsas de latão ao lado da sua câmera, enquanto fotografava usando uma segunda lente funcional escondida debaixo do braço. Isso significava que as pessoas fotografadas por Strand não saberiam, a maior parte das vezes, que estariam a ser fotografadas. Foi uma atitude que lhe valeu algumas críticas. Outros trabalhos de Strand refletem o seu interesse em usar a fotografia como uma ferramenta para a reforma social.

## A Photo League
Strand foi um dos fundadores da Photo League, uma associação de fotógrafos que defendia o uso da sua arte para a promoção de causas sociais e políticas. Strand e Elizabeth McCausland foram "particularmente activos" na Liga, com Strand servindo como “uma espécie de estadista mais velho”. Tanto Strand quanto McCausland eram de tendência esquerdista, com Strand revelando simpatia pelo marxismo. Strand, McCausland, Ansel Adams e Nancy Newhall contribuíram para a publicação da Photo League, chamada Photo News.

## A fotografia e o cinema
Nas décadas seguintes, Strand trabalhou tanto na fotografia como no cinema. O seu primeiro filme foi Manhatta (1921), um filme mudo, co-realizado com o pintor e fotógrafo Charles Sheeler, que documenta a vida quotidiana da cidade de Nova Iorque, e que inclui um plano inspirado na sua célebre fotografia Wall Street. Em 1932–35, viveu no México e trabalhou em Redes, um filme encomendado pelo governo mexicano, lançado nos EUA em 1936 com o título de The Wave. Outros filmes em que esteve envolvido foram o documentário The Plow That Broke the Plains (1936), e o pró-sindicalista e antifascista Native Land (1942).    
De 1933 a 1952, Strand não tinha uma câmara escura própria e por isso usava a de outros fotógrafos.

## Os anos na Europa
Em Junho de 1949, Strand deixou os Estados Unidos para apresentar Native Land no Festival de Cinema de Karlovy Vary, na Checoslováquia. Os seus restantes 27 anos de vida foram passados em Orgeval, França, onde, apesar de nunca ter aprendido a língua francesa, manteve uma impressionante vida criativa, auxiliado pela sua terceira esposa, a também fotógrafa Hazel Kingsbury Strand.
Embora Strand seja mais conhecido pelas suas primeiras obras, o seu regresso à fotografia neste período produziu alguns dos seus trabalhos mais significativos na forma de seis livros dedicados à fotografia de diversos locais de visita: Time in New England (1950), La France de Profil (1952), Un Paese (1955), apresentando fotografias de Luzzara e do Vale do Rio Pó Vale, em Itália,  Tir a'Mhurain / Outer Hebrides (1962), Living Egypt (1969), com James Aldridge) e  Ghana: An African Portrait (1976), com comentários de Basil Davidson.

## Vida privada
Strand casou-se com a pintora Rebecca Salsbury em 21 de Janeiro de 1922. Fotografava-a com frequência, às vezes em composições extraordinariamente íntimas e bem recortadas. Após o seu divórcio em 1933, Strand conheceu Virginia Stevens, com quem casou em 1936. Eles divorciaram-se em 1950. Casou-se pela terceira e última vez com Hazel Kingsbury, em 1951, e permaneceram casados até à sua morte em 1976.